# Ober Surettasee
Der Ober Surettasee ist ein Gebirgssee südöstlich oberhalb des Dorfes Splügen im Schweizer Kanton Graubünden.
Der Name leitet sich ab von rätoromanisch sur, dem rätoromanischen Namen des Dorfes Sufers, zu dem das Gebiet um die Surettaseen einst gehörten. Früher wurde der See «Rietboden Bergsee» genannt.

## Lage
Der See liegt östlich oberhalb der Räzünscher Alpen auf einer Höhe von 2266 m ü. M. auf dem Gebiet der Gemeinde Splügen an der Westflanke des Seehorns (2762 m ü. M.). Drei Kilometer südlich erhebt sich das Surettahorn (3026 m ü. M.).
Am nördlichen Ufer des Sees liegt die unbewirtete Seehütte. Im Sommer steht ein vom Tourismusbüro Viamala organisiertes kleines Ruderboot mit drei Plätzen zur Verfügung, das gratis benutzt werden kann. Wenige Meter südlich liegt der kleine Turrasee, dessen Wasser durch einen kleinen Weiher in den Ober Surettasee fliesst.
70 Meter westlich unterhalb des Ober Surettasees liegt der etwas kleinere Under Surettasee (Höhe: 2192 m ü. M.). Die beiden Seen sind durch den 260 Meter langen Strahlentobelbach verbunden, der praktisch unsichtbar zwischen Felsen herunterfliesst. Im weiteren Verlauf mündet der Bach unterhalb von Splügen in den Hinterrhein.

## Erreichbarkeit
Die Surettaseen können von Splügen aus in steilem Aufstieg durch den Fugschtwald erreicht werden; die Höhendifferenz beträgt knapp 800 Meter. Der einfachere Weg führt in etwa 1,5 Stunden vom Parkplatz und der Postautostation «Isabrüggli» an der Strasse zum Splügenpass schräg hinauf zum Under Surettasee. Der Höhenunterschied beträgt hier 500 Meter.
In allen drei Seen wurden vor einigen Jahren Bach- und Seesaiblinge eingesetzt. Ihr Bestand ist jedoch stark degeneriert, so dass kaum Fische über 20 cm Länge gefangen werden. Fischen ist nur Einwohnern der Gemeinde Splügen und Feriengästen mit Tageskarten erlaubt.

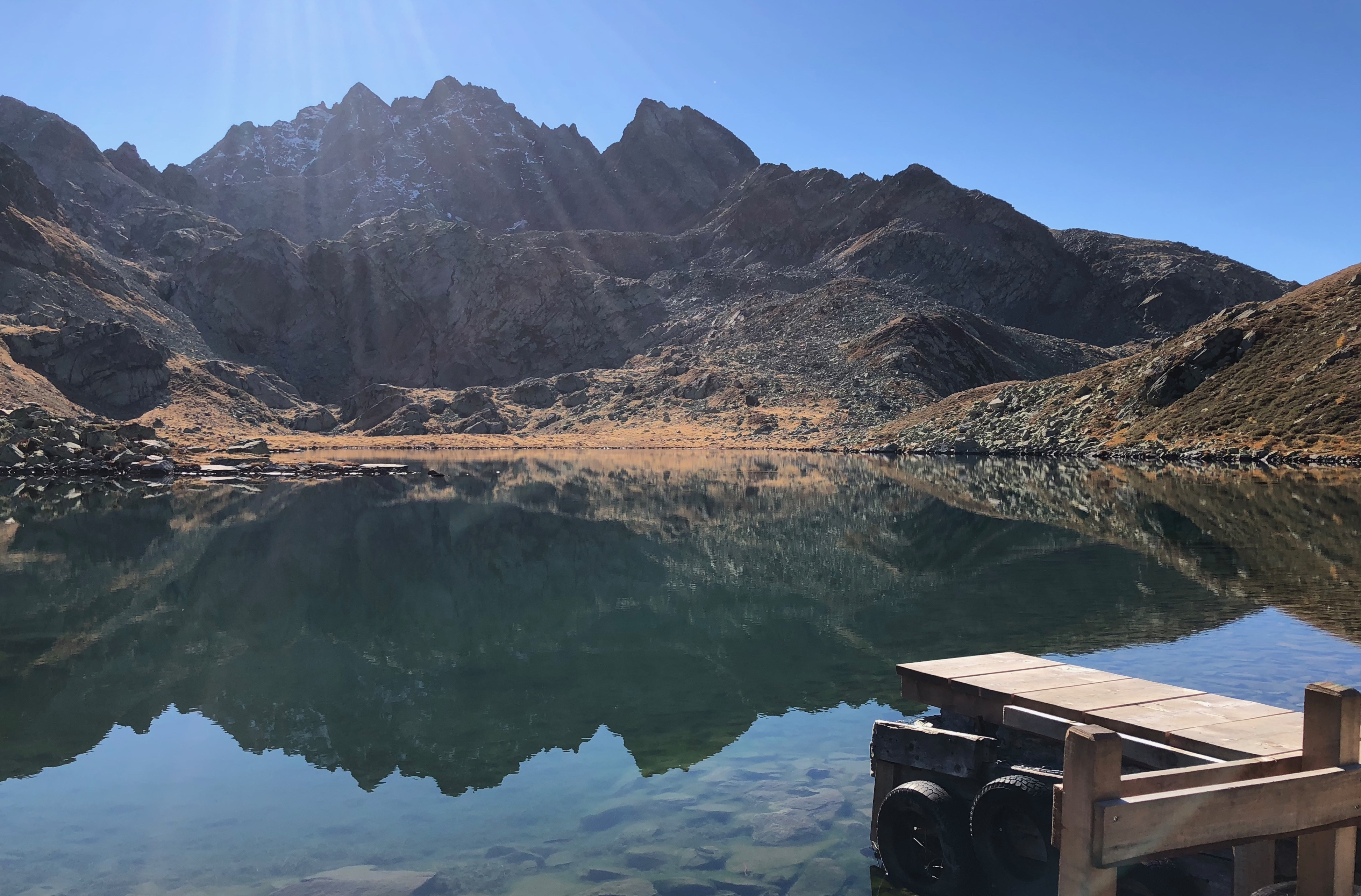
Blick nach Süden, mit Bootssteg
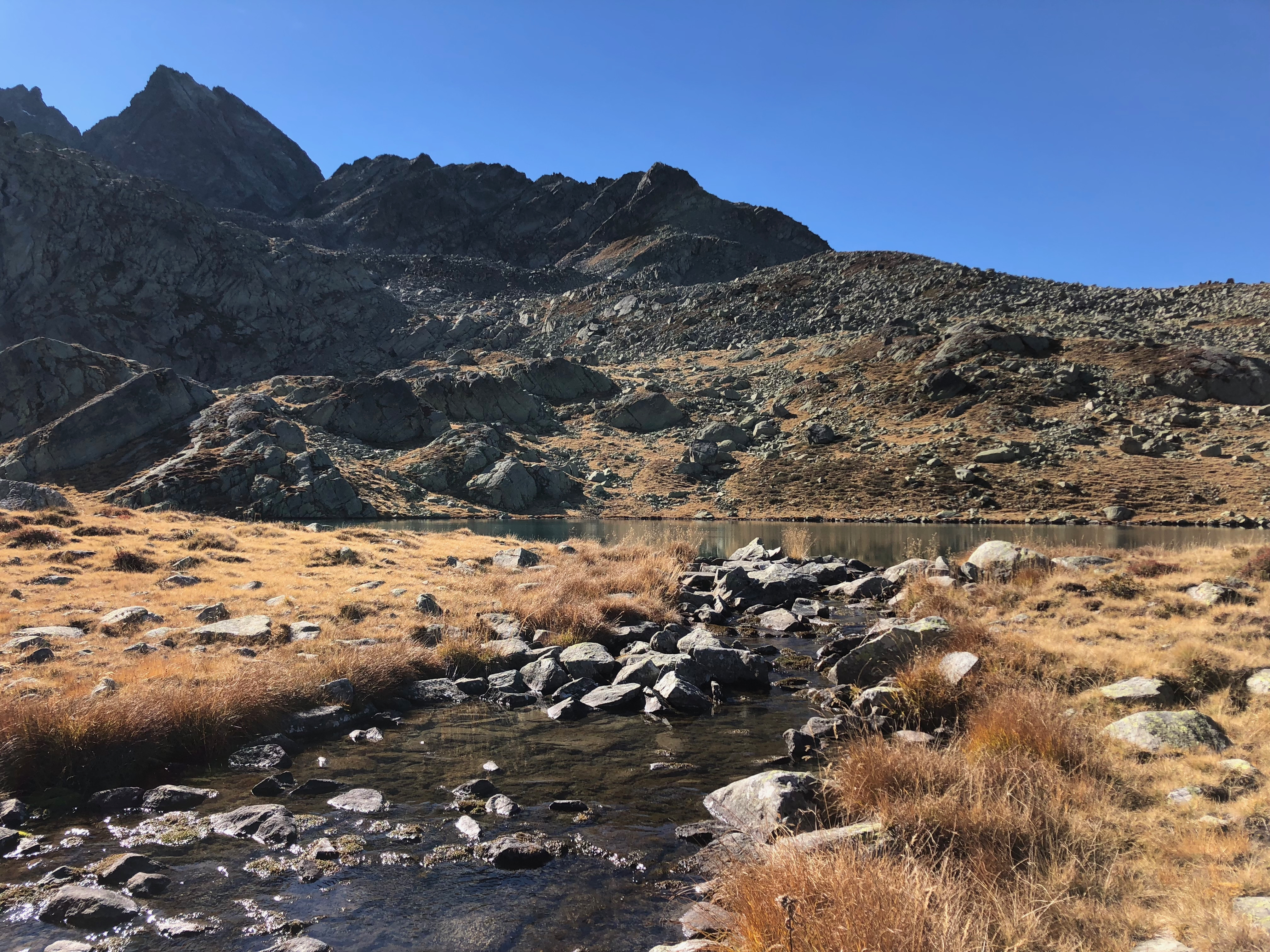
Turrasee
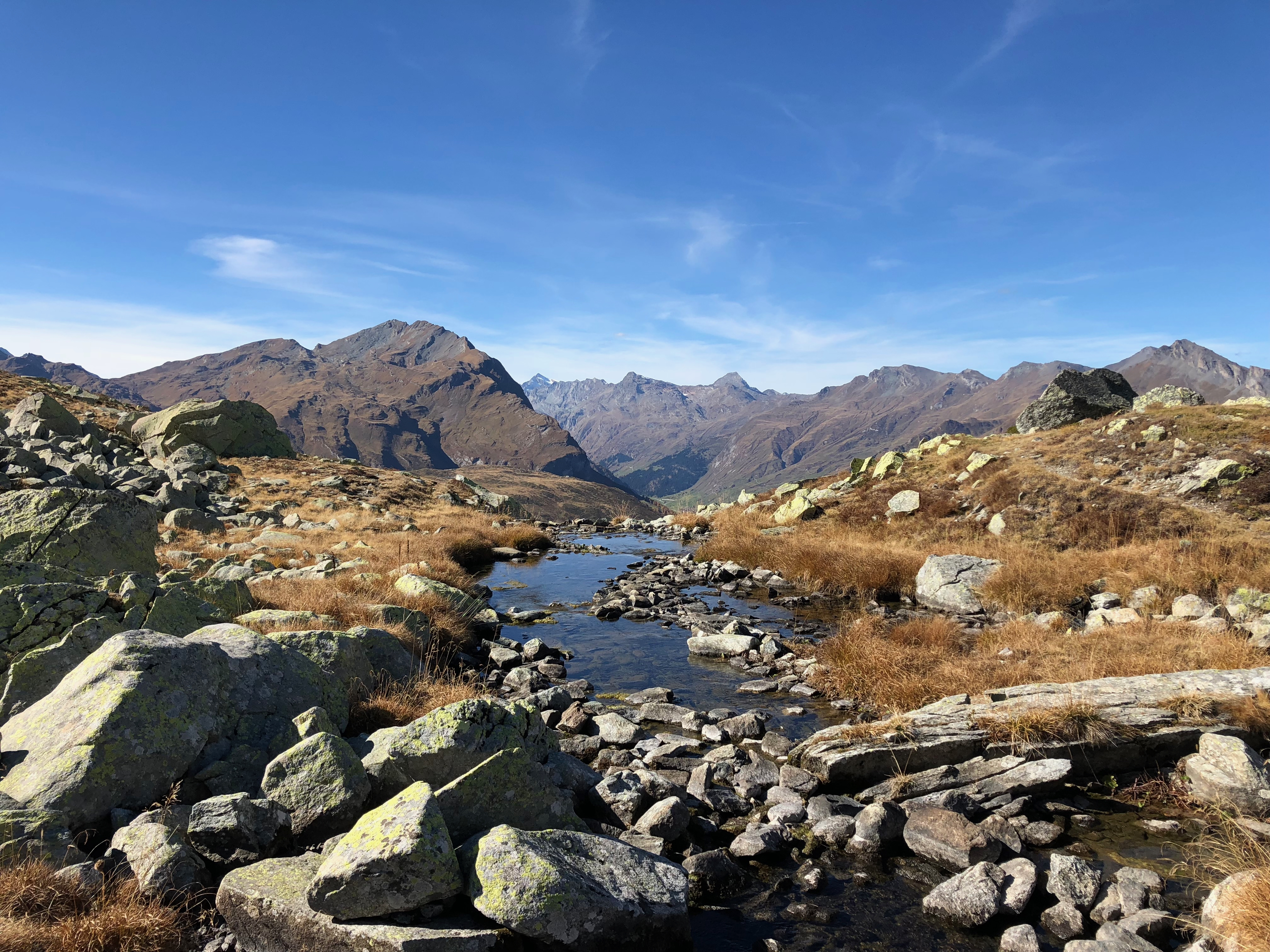
Abfluss
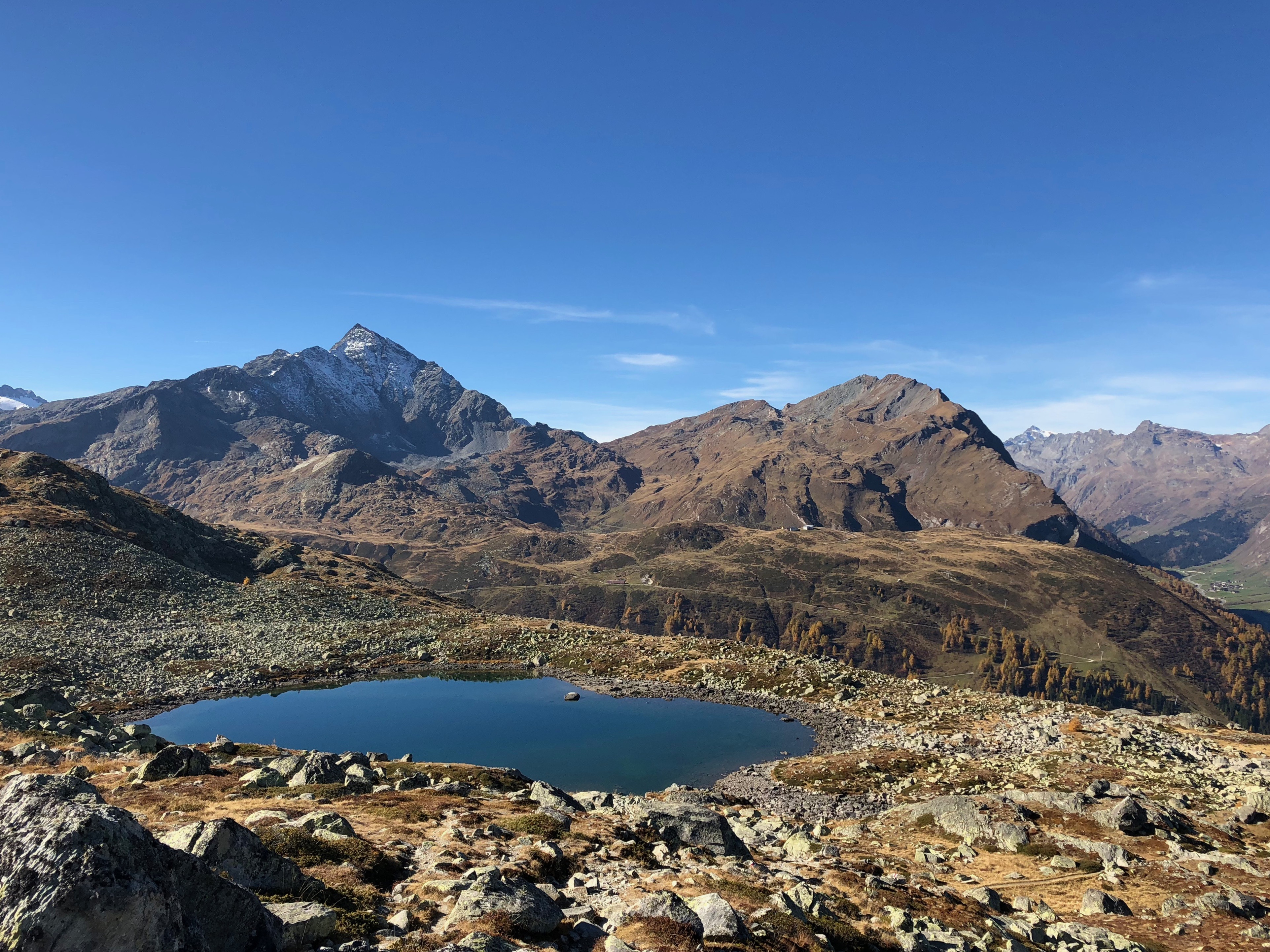
Under Surettasee mit Blick nach Westen. Links der Pizzo Tambo, rechts der Guggernüll